# يوميات داغ
يوميات داغ هو مسلسل رسوم متحركة من إنتاج بيكسار لصالح ديزني+،تم عرض أول 5 حلقات على ديزني+ في 1 سبتمبر 2021.